# Literatur der Arbeitswelt
Mit Literatur der Arbeitswelt wird Literatur der 1960er und 70er Jahre der Bundesrepublik Deutschland bezeichnet, in der Arbeits- und Sozialprobleme des kapitalistischen Systems stärker in das öffentliche Bewusstsein gerückt werden sollten.
1961 gründeten der Dortmunder Bibliotheksdirektor Fritz Hüser und der Gewerkschafter Walter Köpping die Dortmunder Gruppe 61. Die Gruppe setzte es sich zum Ziel, schriftstellerisch tätige Arbeiter auf der einen und Lektoren, Kritiker und Journalisten auf der anderen Seite zusammenzubringen und dem Fehlen der schriftstellerischen und künstlerischen Auseinandersetzung mit der Arbeit und ihren sozialen Problemen entgegenzuwirken. 1963 erschien, begleitet von Unternehmer-Protesten, der Roman Irrlicht und Feuer von Max von der Grün, der ein Mitbegründer der Gruppe und Grubenlokführer war.
Die Romane von Max von der Grün und Bruno Gluchowski trugen dazu bei, die Widersprüchlichkeit des kapitalistischen Systems zu offenbaren und mit dem Bild einer klassenindifferenten Wohlstandsgesellschaft zu brechen. Mitte der 60er Jahre bemühten sich Autoren wie Christian Geissler um eine detail- und wahrheitsgetreue Darstellung der hochindustrialisierten Arbeitswelt. Als Folge daraus entwickelte sich der von Günter Wallraff geprägte Ansatz, direkte soziale Erfahrung als Grundlage für Reportagen und andere dokumentarische Formen zu verwenden, der in der Folgezeit von Autoren wie Erika Runge und Friedrich Christian Delius angewandt wurde. „Werkkreise Literatur der Arbeitswelt“ entstanden ab den 1960er Jahren in mehreren Städten der Bundesrepublik. 1970 wurde in Köln der Werkkreis Literatur der Arbeitswelt gegründet, der sich zur Aufgabe machte, die Literatur der Lohnabhängigen zu fördern. Dieser veröffentlichte unter anderem Bücher wie Ein Baukran stürzt um. Berichte aus der Arbeitswelt, Ihr aber tragt das Risiko und Realistisch schreiben.